# 茨城県道263号土浦港線

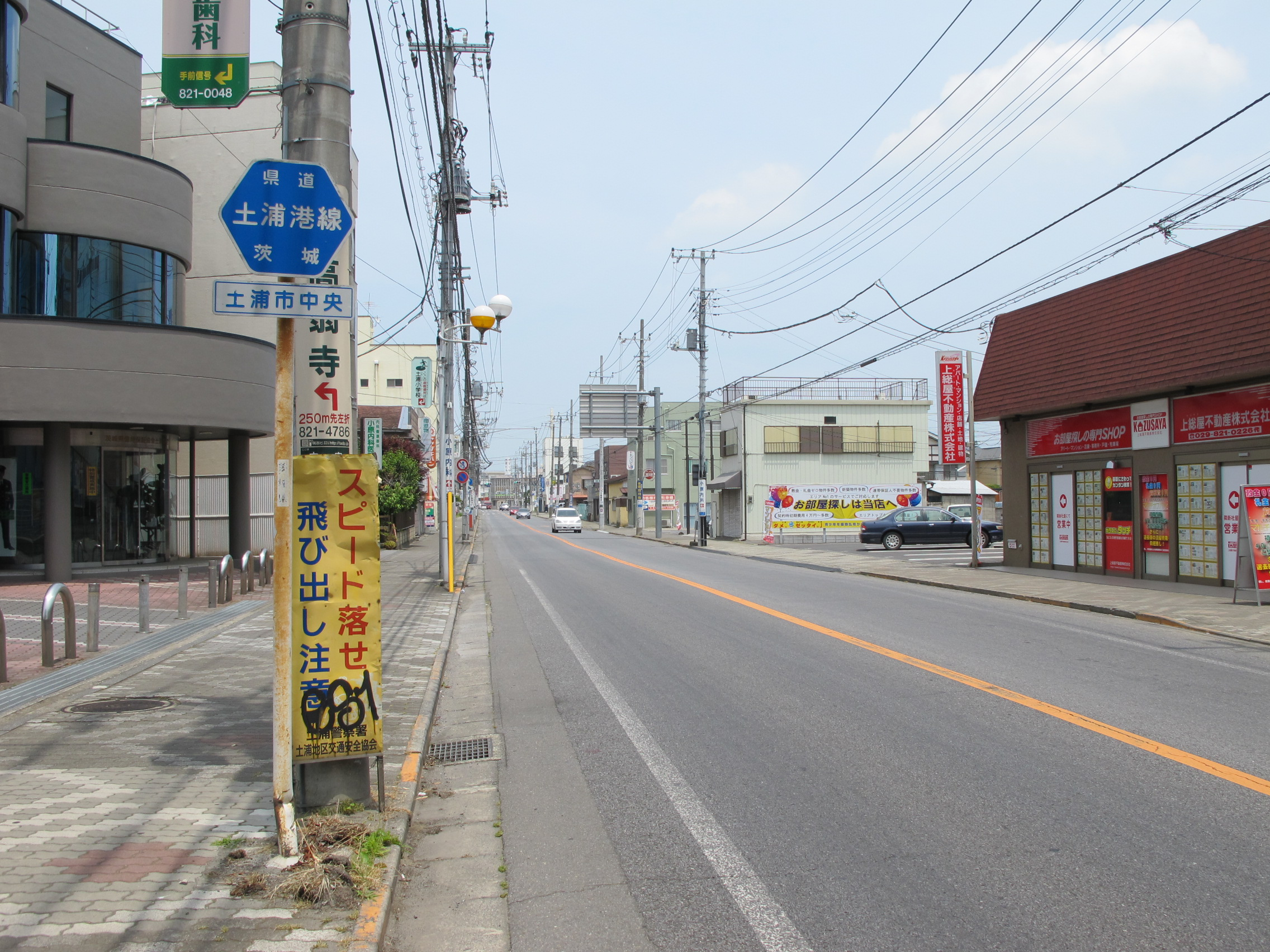
茨城県道263号土浦港線
土浦市中央・起点付近（2013年6月撮影）

茨城県道263号土浦港線（いばらきけんどう263ごう つちうらこうせん）は、茨城県土浦市内の土浦港とを結ぶ一般県道である。

## 概要
土浦駅の西口方向と東口の土浦港までとをコの字型に結ぶ路線である。

### 路線データ
- 起点：茨城県土浦市川口2丁目　土浦港[1][注釈 1]
- 終点：茨城県土浦市中央2丁目（国道125号交点）[1][注釈 2]
- 総延長：1.211 km[3]
- 重用延長：なし[3]
- 未供用延長：なし[3]
- 実延長：1.211 km[3]
- 自動車交通不能区間延長[注釈 3]：なし[3]

## 歴史
1959年（昭和34年）10月14日、新たな県道として土浦市川口町の土浦港を起点とし、二級国道佐原熊谷線（現、国道125号現道）交点を終点とする区間を本路線とする県道土浦港線として茨城県が県道路線認定した。1967年（昭和42年）に土浦駅の北側にある川口跨線橋が開通。土浦港線は、これまで土浦港から駅北側の踏切（廃止）を通って祇園町の国道125号まで最短距離で結ぶルートから、川口跨線橋を通る迂回ルートに付け替えられた。1995年（平成7年）に整理番号263となり現在に至る。

### 年表
- 1928年（昭和3年）3月1日：現在の路線の前身である土浦河津線が路線認定される。
- 1959年（昭和34年）10月14日
現在の路線が路線認定される（図面対照番号207）[4]。道路の区域は、土浦市川口町の土浦港から土浦市祇園町の二級国道佐原熊谷線交点までと決定された[1]。
- 1967年（昭和42年）10月1日：立体化事業により、川口跨線橋が開通。ルートが、川口跨線橋を通るルートに付け替えられ、路線延長が608→1,208 mになる[2]。
- 1995年（平成7年）3月30日：整理番号264から現在の番号（整理番号263）に変更される[5]。

## 路線状況
道路法の規定に基づき、土浦市川口（土浦港） - 同（土浦市道交差）間は、緊急輸送道路として機能を維持するため、災害発生時の被害拡大防止を目的に道路用地内に電柱を建てることが制限されている。
また、電線共同溝の整備等に関する特別措置法の規定に基づき、下記の区間は電線共同溝を整備すべき道路の指定を受けている。
- 土浦市川口二丁目893番1地先 - 同市川口二丁目2893番5の上下線（2024年11月25日指定）[7]

そして、車両制限令の規定に基づく道路の指定により、以下の区間は通行する車両の総重量の最高限度25トンの道路、および通行する車両の高さの最高限度が4.1メートルの道路に指定されている。
- 土浦市川口二丁目893番3地先 - 同市川口二丁目2915番3地先（2020年4月1日指定）[8][9]。

### 道路施設
- 川口跨線橋（JR常磐線、土浦市東崎町 - 土浦市川口2丁目）

## 地理

### 通過する自治体
- 土浦市

### 交差する主な道路
なし

### 沿線
- 土浦港
- 川口運動公園（土浦市川口）
- 筑波保育医療専門学校（土浦市東崎町）